# Jiří Korn
Jiří Korn (* 17. května 1949 Praha) je český muzikálový a popový zpěvák, baskytarista, tanečník, moderátor a herec.

## Stručný životopis
Jiřího Korna snad nejlépe charakterizuje neustálá změna hudebních stylů. 
Hudební kariéru zahájil v šedesátých letech 20. století ve skupině Rebels (hit „Šípková Růženka“). V sedmdesátých letech byl dva roky členem Olympicu, kde jako hráč na basovou kytaru také zpíval, např. píseň „Únos“. Po skončení tohoto angažmá zahájil sólovou kariéru. Zpíval řadu (často převzatých) šlágrových duetů s Helenou Vondráčkovou a v osmdesátých letech své písně spojil i s televizním cyklem Možná přijde i kouzelník. Na jejich konci se vrátil k rockovějším písním. V devadesátých letech došlo k proměně Kornova repertoáru na taneční a kritiky i více oceňovanou hudbu a zpíval v mnoha muzikálech. Nakonec se stal členem vokálního kvarteta 4TET.
Účinkoval v několika filmech (např. ve filmu Honza málem králem), od devadesátých let spojil kariéru s muzikály (Bídníci, Dracula, Monte Cristo atd.); vystupoval i v ledové revui Mrazík.
Hraje kulečník, a to na úrovni celostátního přeborníka. Bývalá manželka Kateřina Kornová je herečka, moderátorka, která vlastní kadeřnický salón.

## Významné hity

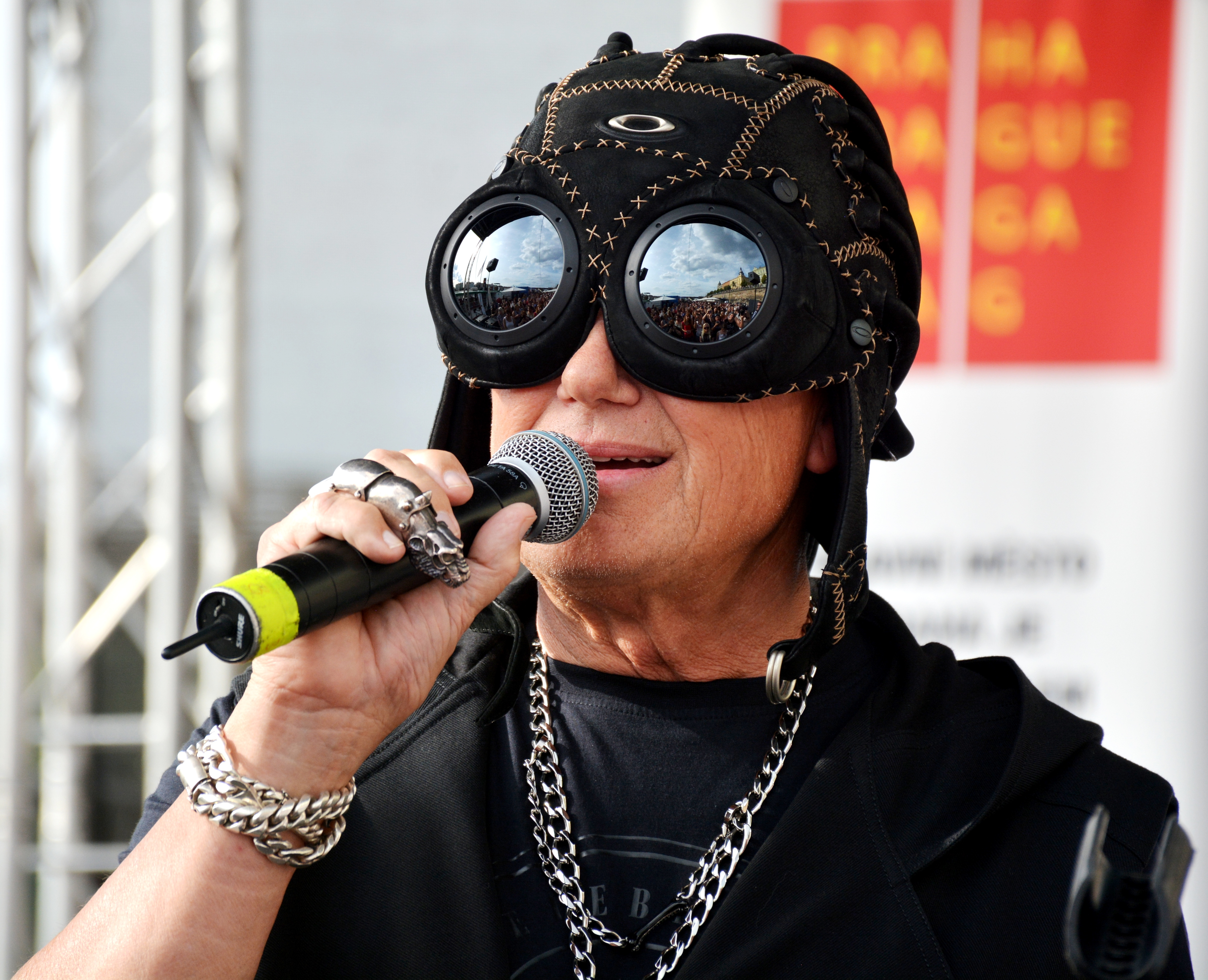
Jiří Korn v kostýmu z muzikálu Jesus Christ Superstar, Hudební divadlo Karlín, 2016

- „Šípková Růženka“
- „Robinson“
- „Yvetta“
- „Rána jsou zlá“
- „Tam u dvou cest“
- „Ne maestro“
- „Klaudie“
- „Zpívat jako déšť“
- „Žal se odkládá“
- „Hotel Ritz“
- „'Každá trampota má svou mez“
- „Windsurfing“
- „Karel nese asi čaj“
- „Miss Moskva“
- „Hlava mazaná“
- „Té co snídá“
- „Ještě tě mám plnou náruč“
- „Mandarín“
- „Slunce“
- „Jakoby nic“
- „To pan Chopin“
- „Já půjdu tam a ty tam“
- „Jako mandle pražené“

## Diskografie
- 1972 Jiří Korn LP 01 – Supraphon
- 1974 Jiří Korn – Amiga
- 1978 Jiří Korn LP 02 – Supraphon
- 1978 Radost až do rána/Balón – Supraphon 43 2229, SP
- 1979 Zpívat jako déšť – Supraphon
- 1980 Singing And Dancing
- 1980 Gentleman – Supraphon
- 1982 Hej...(poslouchej) – Supraphon
- 1984 24 Stop – Supraphon
- 1984 Magic jet (pozměněná anglická verze alba 24 Stop) – Supraphon
- 1986 Trénink – Supraphon
- 1989 Switch Off Before Leaving (anglická verze LP Před odchodem vypni proud) – Supraphon
- 1989 Před odchodem vypni proud – Supraphon
- 1992 O5 (Opět) – Monitor
- 1993 Pastel Songs – Frydrych Music
- 1995 Duny – Happy Music Production
- 1996 To je šoubyznys – Helena Vondráčková a Jiří Korn
- 2001 Největší hity – Sony Music Bonton
- 2002 Tep – Sony Music Bonton
- 2005 Robinson – Areca Music (edice Portréty českých hvězd)
- 2007 Těch pár dnů – Helena Vondráčková a Jiří Korn – (CD aj DVD)
- 2008 Zlatá kolekce – Supraphon
- 2009 Muzikál a Film – EMI Czech Republic

### The Rebels
- 1967 Šípková Růženka – Supraphon
- 1996 Rebels Komplet – Bonton
- 1999 Rebels – Black Point
- 2003 Rebels Live – Black Point

### Olympic
- 1973 Olympic 4 – Supraphon

### 4TET
- 2004 4TET 1st – Areca Multimedia, od roku 2008: Akord Shop
- 2005 4TET 2nd – Areca Multimedia, od roku 2008: Akord Shop
- 2008 4TET 3rd – Akord Shop
- 2016 4TET 4rd – Akord Shop

## Filmografie
- 1975 Na konci světa
- 1977 Honza málem králem – Honza
- 1978 Sólo pro starou dámu – zpěvák
- 1980 Trhák – pilot
- 1981 Štědrý den bratří Mánesů
- 1983 Anděl s ďáblem v těle
- 1988 Anděl svádí ďábla
- 1990 Téměř růžový příběh – strýc Leonard
- 2002 Báječná show
- 2002 Brak – vrah
- 2005 Trampoty vodníka Jakoubka
- 2006 Kde lampy bloudí
- 2006 Letiště (TV seriál)
- 2007 Kvaska – Michal
- 2007 Nebe, peklo... zem (slovenský film)
- 2008 Bathory
- 2009 2Bobule
- 2011 Hranaři
- 2011 Expozitura (TV seriál, 5. díl Tři králové) – nájemný vrah Frantík

## Dabing
- 1973 Robin hood – minstrel kohout Kokrháč

V roce 2019 načetl audioknihu Queen – Neznámá historie (vydala Audiotéka).

## Muzikálové role
- Bídníci....Thenardiér
- Dracula....šašek/sluha/profesor
- Golem ...Mordechaj
- Hans Andersen (Vídeň)
- Limonádový Joe ...Hogo Fogo
- Mise ...Gort
- Miss Saigon....Engeneer
- Monte Cristo....Danglars
- Mrazík (muzikál na ledě) ...Baba Jaga
- Quasimodo... Claudius Frollo
- Romeo a Julie (muzikál na ledě) ... role – Shakespeare
- Touha .....soudce
- Carmen ....starosta
- Jesus Christ Superstar (Hudební Divadlo Karlín, Praha) ... Herodes
- Popelka (muzikál na ledě)
- Aida (Hudební divadlo Karlín) ... Zoser
- Mauglí (Divadlo Kalich) ... Panter Baghíra
- Lucie, větší než malé množství lásky (Hudební divadlo Karlín) ... Šéf tiskárny
- The Addams Family (Hudební divadlo Karlín) ... Gomez Addams

## Činoherní role
- Služky (Divadlo Rubín, Praha) ... role: Milostivá Paní
- Rudá Magie (Praha)

## Ocenění
- festival „Grand Prix“ v Paříži – 1. místo (Robinson)
- Cavan Internationale Song Contest – Irsko – cena poroty, diváků, nejlepší píseň a nejlepší interpret – skladba You are my Voo-doo)
- 2004 Cena Thálie
- 2004 Wellness celebrity award
- 2006 Osobnost roku
- 2018 Cena Thálie 2017 za celoživotní operetní a muzikální mistrovství